# Kaple Narození svatého Jana Křtitele (Trávník)
Kaple Narození svatého Jana Křtitele v Trávníku je pozdně barokní obdélná, stojboce ukončená sakrální stavba, která se nachází při okraje obce. Duchovní správou spadá pod Římskokatolickou farnost Cvikov.

## Zařízení

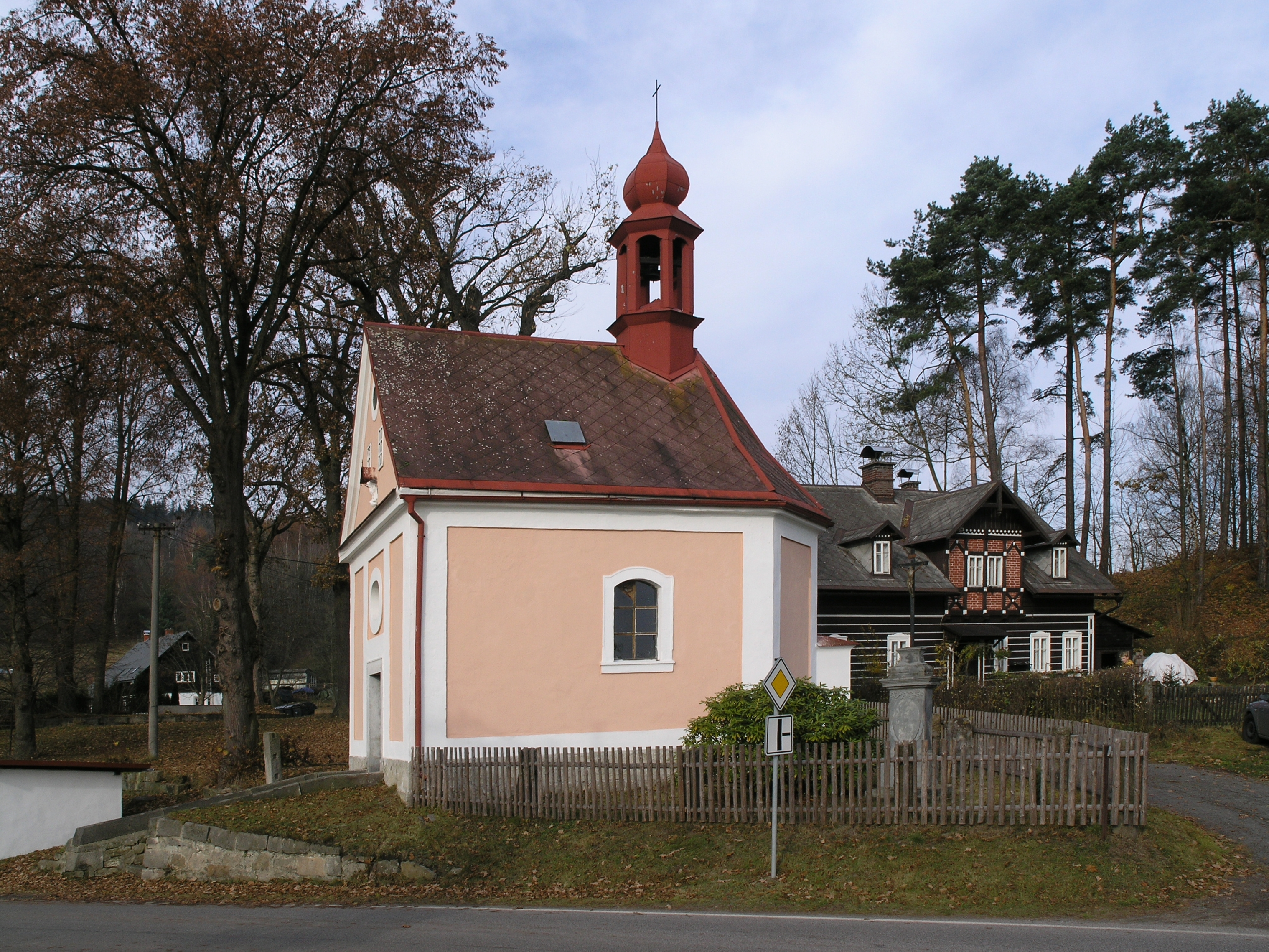
Kaple Narození sv. Jana Křtitele z boku

V 80. letech 20. století patřil k zařízení oltář Vzkříšení Páně se sochami sv. Josefa a sv. Antonína Paduánského z 2. třetiny 18. století. Dále se zde nacházela rokoková stříňka se zlidovělou Madonou.

## Kaple Svaté Rodiny
Mezi Trávníkem a Mařenicemi se nachází ještě barokní kaple Svaté Rodiny. Pochází ze 2. poloviny 18. století. Má čtvercový půdorys, čabrakové pilastry a obdélný vchod s polokruhovým záklenkem. Je vyvrcholená trojúhelníkovým štítem.